# Knud Leonard Knudsen
Knud Leonard Knudsen (* 6. September 1879 in Ålesund; † 28. April 1954 in Bergen) war ein norwegischer Turner.

## Erfolge
Knud Leonard Knudsen, der für den Verein Bergens TF turnte, nahm 1912 an den Olympischen Spielen in Stockholm teil. Bei diesen gehörte er zur norwegischen Turnriege im Wettbewerb, der nach dem sogenannten freien System ausgetragen wurde. Dabei traten insgesamt fünf Mannschaften an, die aus 16 bis 40 Turnern bestehen und während des einstündigen Wettkampfs gleichzeitig antreten mussten. Es wurden die Ausführungen der geturnten Übungen an den Geräten bewertet, aber auch der Einmarsch zu Beginn und der Ausmarsch am Ende. Das Gesamtergebnis war ein Durchschnittswert der fünf Kampfrichterwertungen. Neben den Norwegern traten auch Turnriegen aus Finnland, Dänemark, dem Deutschen Reich und Luxemburg an. Mit 114,25 Punkten setzten sich die Norweger gegen ihre Konkurrenten durch: Die Finnen erzielten 109,25 Punkte und belegten damit vor den drittplatzierten Dänen mit 106,25 Punkten den zweiten Platz.
Knudsen gewann zusammen mit Isak Abrahamsen, Hans Anton Beyer, Hartmann Bjørnsen, Alfred Engelsen, Bjarne Johnsen, Sigurd Jørgensen, Alf Lie, Rolf Lie, Tor Lund, Petter Martinsen, Per Mathiesen, Jacob Opdahl, Nils Opdahl, Bjarne Pettersen, Frithjof Sælen, Øistein Schirmer, Georg Selenius, Sigvard Sivertsen, Robert Sjursen, Einar Strøm, Gabriel Thorstensen, Thomas Thorstensen und Nils Voss die Goldmedaille und wurde somit Olympiasieger.